# Олізарська сільська рада
Олізарська сільська рада (Олізарівська сільська рада, Єлізарівська сільська рада) — колишня адміністративно-територіальна одиниця та орган місцевого самоврядування у Червоноармійському (Пулинському) і Довбишському (Мархлевському, Щорському) районах Волинської округи, Київської та Житомирської областей Української РСР з адміністративним центром у селі Олізарка.

## Населені пункти
Сільській раді на час ліквідації були підпорядковані населені пункти:
- с. Олізарка

## Населення
Кількість населення ради, станом на 1923 рік, становила 1 003 особи, кількість дворів — 192.
Кількість населення сільської ради, станом на 1924 рік, становила 1 006 осіб.
Чисельність населення ради у 1927 році становила 848 осіб, з них польського походження — 472 (55,7 %); кількість домогосподарств — 182.
Кількість населення ради, станом на 1931 рік, становила 928 осіб.

## Історія та адміністративний устрій
Створена 1923 року в складі сіл Майхерівка (Майхрівка), Михайлівка, Олізарівка (Олізарка) та колонії Майхрівка Пулинської волості Житомирського повіту Волинської губернії. 7 березня 1923 року увійшла до складу новоствореного Пулинського району Житомирської округи. 26 березня 1925 року кол. Майхерівка передано до складу новоствореної Вольвахівської сільської ради Пулинського району. 1 вересня 1925 року передана до складу новоствореного Довбишського (згодом — Мархлевський) району Житомирської (згодом — Волинська) округи. 17 жовтня 1935 року включена до складу новоствореного Червоноармійського району Київської області. 14 травня 1939 року, відповідно до указу Президії Верховної ради Української РСР «Про утворення Щорського району Житомирської області», сільську раду включено до складу новоствореного Щорського (згодом — Довбишський) району Житомирської області. Станом на 1 жовтня 1941 року села Майхерівка та Михайлівка не перебувають на обліку населених пунктів.
Станом на 1 вересня 1946 року сільська рада входила до складу Довбишського району Житомирської області, на обліку в раді перебувало с. Олізарка.
Ліквідована 11 серпня 1954 року, відповідно до указу Президії Верховної ради Української РСР «Про укрупнення сільських рад по Житомирській області», територію та населені пункти ради приєднано до складу В'юнківської сільської ради Довбишського району Житомирської області.